# Харламов, Александр Валерьевич
Александр Валерьевич Харламов (род. 23 сентября 1975, Москва, СССР) — российский спортивный менеджер, в прошлом — хоккеист.

## Биография
Александр Харламов родился 23 сентября 1975 года в Москве в семье хоккеиста Валерия Харламова.
- С 1982 по 1992 год учился в Московской школе № 303, 10 и 11 класс (1991—1992 гг.) заканчивал в средней, общеобразовательной школе № 704 г. Москвы
- Получил дополнительное образование в СДЮШОР Детско-юношеская спортивная школа ЦСКА
- В 1996 году окончил ВУЗ
- В Америке прожил около 6 лет, с 1999 года. Играл в различных клубах низших лиг
- Игрок столичного «Динамо», ЦСКА, а также новокузнецкого «Металлурга»
- Председатель исполкома профсоюза хоккеистов и тренеров 21.03.2006 года — 31.12.2011.
- Ассистент главного тренера ХК «Витязь» (Чехов) 30.10.2006 — 8.06.2007.
- Менеджер ХК «Витязь» 8.06.2007 — 25.08.2009.
- Генеральный менеджер ХК «Ветра» 31.10.2009 — 3.05.2010.
- С 12 сентября 2013 года — заместитель спортивного директора ХК ЦСКА.
- С 2019 года генеральный директор ХК «Торпедо» Нижегородская область.

В мае 2005 года Александру Харламову  вручили клубный пиджак члена Зала славы по случаю введения Валерия Харламова в Зал хоккейной славы в Торонто.

## Семья
После гибели родителей с 1981 года жил с сестрой Бегонитой у бабушки (по матери) Нины Васильевны Смирновой.
Над Харламовым взяли шефство игроки ЦСКА Касатонов, Крутов и Фетисов, которые почти заменили ему отца.
В 1997 году женился на Виктории. В 1998 году родился сын Валерий.
Сестра Бегонита занималась художественной гимнастикой, стала мастером спорта.
В 2008 году участвовал в 5-м сезоне (выпуск № 13) программы «Битва экстрасенсов» на телеканале ТНТ. Съёмки проходили на месте гибели Валерия Харламова.
В 2013 году вышел фильм «Легенда №17» о Валерии Харламове. Александр Харламов был консультантом и продюсером фильма и сыграл в нём эпизодическую роль.